# San Jerónimo (Pietro Torrigiano)
San Jerónimo es una escultura en barro cocido realizada por el florentino Pietro Torrigiano por encargo de la comunidad del monasterio de San Jerónimo de Buenavista (Sevilla). Es de estilo renacentista italiano, del primer tercio del siglo XVI. Esta obra se encuentra custodiada en el Museo de Bellas Artes de Sevilla.

## Historia y descripción

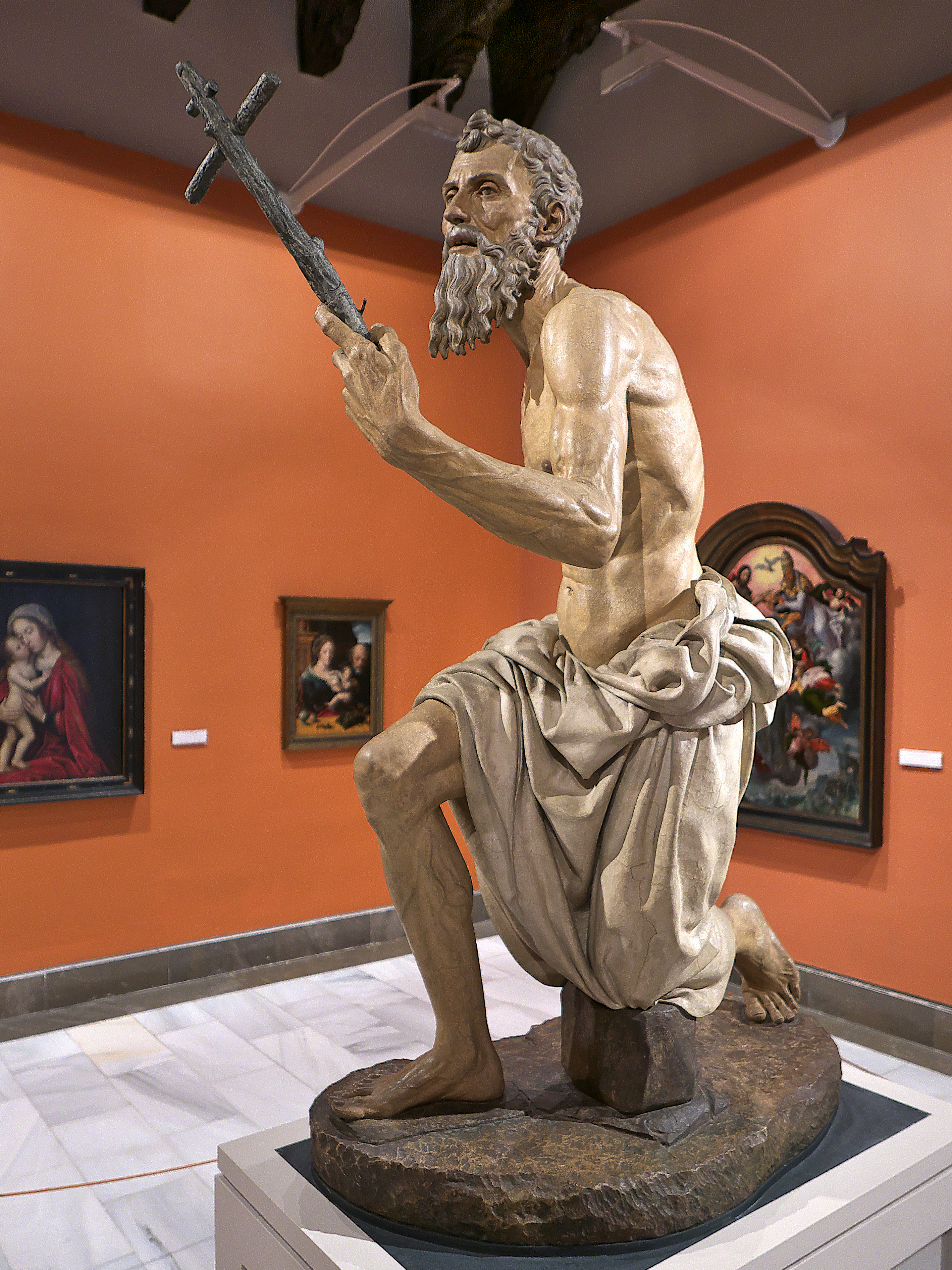
San Jerónimo de Torrigiano

Esta escultura fue realizada en barro cocido policromado, material muy de moda en la ciudad de Sevilla del siglo XV y XVI. Según cuenta Vasari en la biografía de Torrigiano, el escultor tomó como modelo un viejo criado de los comerciantes florentinos Botti, afincados en Sevilla.
Fue una obra maestra, admirada y muy valorada por los artistas sevillanos de fines del siglo XVI. En ella aprendieron a esculpir anatomía todos los escultores andaluces de generaciones posteriores. Uno de los grandes admiradores, ya en el siglo XVIII, fue el pintor Goya, de quien se cuenta que se detuvo en el monasterio de Buenavista dos veces, con la sola intención de contemplar la escultura. Está documentado que comentó a su amigo Ceán Bermúdez su gran admiración por este San Jerónimo.
La escultura presenta una anatomía perfecta del cuerpo de un anciano, realizada en tamaño mayor del natural. Con una rodilla en tierra, el santo muestra una cruz con su mano izquierda mientras que la derecha cobija una piedra, instrumento que le servía para mortificarse golpeándose con ella. La policromía aporta realismo y una gran calidad. Torrigiano sentó un precedente con esta imagen; el santo fue representado casi siempre de esta forma a partir de esta iconografía.